# Mexikanische Badmintonmeisterschaft 1991
Die Mexikanische Badmintonmeisterschaft 1991 fand in Mexiko-Stadt statt. Es war die 45. Auflage der nationalen Titelkämpfe von Mexiko im Badminton.	

## Sieger und Finalisten
| Disziplin    | Gold                                 | Silber                               |
| ------------ | ------------------------------------ | ------------------------------------ |
| Herreneinzel | Ernesto de la Torre                  | Fernando de la Torre                 |
| Dameneinzel  | María de la Paz Luna Félix           | Ana Laura de la Torre                |
| Herrendoppel | Fernando de la Torre Luis Lopezllera | Ernesto de la Torre Enrique Parrales |
| Damendoppel  | keine Daten                          | keine Daten                          |
| Mixed        | keine Daten                          | keine Daten                          |